# Горьковський (Бєлгородська область)
Горьковський (рос. Горьковский) — селище у Грайворонському районі Бєлгородської області Російської Федерації. Населений пункт розташований у східній частині української суцільної етнічної території — східній Слобожанщині.
Населення становить 429 осіб. Входить до складу муніципального утворення Грайворонський міський округ.
Згідно із законом від 20 грудня 2004 року № 159 від 1 січня 2006 року до квітня 2018 року органом місцевого самоврядування було Горьковське сільське поселення.

## Історія
Селище спочатку було економією Дубовської, в якій почали селитися робітники відкритого  в 1839 році цукрового заводу, в селі Головчино.
Після Жовтневого перевороту 1917 року економія стала одним із відділень радгоспу «Більшовик».
З 1931 року у Дубовській економії відкрито школу.
1935 року відділення радгоспу Дубовське було перейменовано на Горьківське.
Напередодні Німецько-радянської війни (1941-1945 рр.) у Горьківському з'явилася сільгосптехніка, автомобілі. У жовтні 1941 року, зважаючи на загрозу окупації німецькими частинами, було зроблено спробу вивезти найбільш цінне обладнання, але вона не вдалася і техніка була знищена.
З 15 жовтня 1941 року по 6 серпня 1943 року територія селища була зайнята гітлерівськими частинами.
Звання Героя соціалістичної праці надано Крячко М. І. (вулиця селища носить його ім'я). Орденом «Трудового червоного прапора» нагороджено Балло Н. М., Долгорьова А. Н., Сіпко В. М.
У 1968 році указом президії ВР РРФСР селище Горьківського відділення радгоспу «Більшовик» найменовано в Горьківський.
З 1990 року функціонує нова середня загальноосвітня школа-садок. 
1 вересня 1997 року у відкрито школу.
30 грудня 2010 року після ремонту почав роботу Будинок культури. 
У 2012 році в селищі Горьківський було запущено очисні споруди. 
17 березня 2024 року силами батальйону «Сибір» і добровольців Чеченської республіки Ічкерія селище було взято під контроль визвольних сил.

## Населення
| 2002 | 2010 |
| ---- | ---- |
| 390  | ↗429 |